# Roland Carreño
Roland Oswaldo Carreño Gutiérrez (Aguada Grande, Estado Lara, Venezuela, 12 de octubre de 1965) es un periodista venezolano que fue conductor del programa de Globovisión “Buenas noches”, junto a Kiko Bautista y Carla Angola. Carreño fue detenido arbitrariamente en 2020 por la administración de Nicolás Maduro. Tras ser liberado en 2023 luego de negociaciones, fue detenido nuevamente en 2024. La Comisión Interamericana de Derechos Humanos le concedió medidas cautelares como respuesta. 

## Biografía
Roland Carreño egresó como licenciado en comunicación social de la Universidad Católica Andrés Bello (UCAB). Roland fue conductor del programa de Globovisión “Buenas noches”, junto a Kiko Bautista y Carla Angola.
Carreño también ha sido director editorial de la edición venezolana de ¡Hola!, revista sobre temas de moda y costumbres de la sociedad venezolana, jefe de la sección de sociales en el diario El Nacional y director de la revista Pandora. Trabajó en el programa Modelos 2003 del canal Televen y en Venezolana de Televisión (VTV) para Show Business, asimismo, además de socio y editor de la revista Blitz.
Carreño fue candidato de la Mesa de la Unidad Democrática (MUD) por el circuito 2 del estado Lara en las elecciones parlamentarias de Venezuela de 2015 en representación del partido político Voluntad Popular. Posteriormente fue coordinador nacional de dicho partido.Es autor del libro El Manual de Roland Carreño de 2017.

### Primera detención
El 27 de octubre de 2020 Roland Carreño fue interceptado por vehículos negros sin identificación y arrestado. Su paradero se desconoció por más de veinticuatro horas, distintas organizaciones definieron su detención como una desaparición forzosa, incluyendo a Foro Penal, y la gestión de Juan Guaidó responsabilizó a Nicolás Maduro de cualquier agresión en contra de Carreño y sus acompañantes. La gestión de Maduro confirmó la detención de Carreño al día siguiente.
En julio de 2021 su abogado Joel García estaba bastante preocupado por el deterioro de la salud de Roland, quien se mantenía detenido arbitrariamente. Finalmente en mayo de 2021 inicio oficialmente el juicio en su contra. Carreño fue imputado por los presuntos delitos de "lavado de dinero", "tráfico ilícito de armas de guerra y municiones", "conspiración" y "financiamiento al terrorismo". Su juicio ha sido retrasado constantemente desde entonces. Reporteros sin Fronteras ha pedido la liberación del periodista. Fue recluido en la prisión de El Helicoide, sede del Servicio Bolivariano de Inteligencia Nacional (SEBIN) en Caracas.
Fue liberado después de tres años el 19 de octubre de 2023 conjuntamente con Juan Requesens y otros tres presos políticos tras dos acuerdos en Barbados firmados con la oposición, acompañadas por representantes diplomáticos de Noruega, Rusia, Países Bajos, Colombia, México y Estados Unidos, incluido Barbados.

### Segunda detención
Roland Carreño fue detenido nuevamente el 2 de agosto de 2024, según anunció el Sindicato Nacional de Trabajadores de la Prensa, días después de las elecciones presidenciales. La Comisión Interamericana de Derechos Humanos adoptó la Resolución 50/2024, mediante la cual otorgó medidas cautelares en beneficio de Roland Carreño tras 15 días detenido sin justificación.